# Mora kontrakt
Mora kontrakt var ett kontrakt i Västerås stift. Det upplöstes 1995 då församlingarna överfördes till Norra Dalarnas kontrakt.

## Administrativ historik
Församlingarna ingick fordom i Rättviks kontrakt men ingick åtminstone från 1700-talet i detta kontrakt.
Följande församlingar ingick
- Mora församling
- Särna församling
- Älvdalens församling
- Venjans församling
- Våmhus församling
- Sollerö församling
- Idre församling